# ベティ・スノーボール
エリザベス "ベティ"・アレクサンドラ・スノーボール（Elizabeth "Betty" Alexandra Snowball、1908年7月9日 - 1988年12月13日）は、イギリスでもっともよく知られている女性スポーツ選手のうちの一人。彼女はクリケットイングランド女子代表としてプレーしただけでなく、スカッシュやラクロスでも国際的に活躍した。
1935年のニュージーランド戦では1試合で189ランの世界記録を達成し、インドのサンディヤ・アガルワルが1989年に190ランを達成するまで50年以上も破られなかった。現在もイギリスの女性クリケット選手においては最高記録となっている。
ランカシャーのバーンリーに生まれ、オープニングバッツマンやウィケットキーパーとして1934年にブリズベンでオーストラリア代表と戦ったのを最初に1949年まで10回のテストマッチに参加した。引退後はハートフォードシャーのコルウォールへと戻り、同じくクリケット選手だったマイケル・シングルトンが校長を勤める学校でクリケットや数学を教えた。1988年には同地で亡くなった。